# Bahnhof Schlanders

Der Bahnhof Schlanders (italienisch Stazione di Silandro) befindet sich an der Vinschgaubahn im Westen Südtirols. Dank seiner Lage in Schlanders, dem Hauptort des Vinschgaus, weist er die höchsten Fahrgastzahlen der Talschaft auf.

## Lage

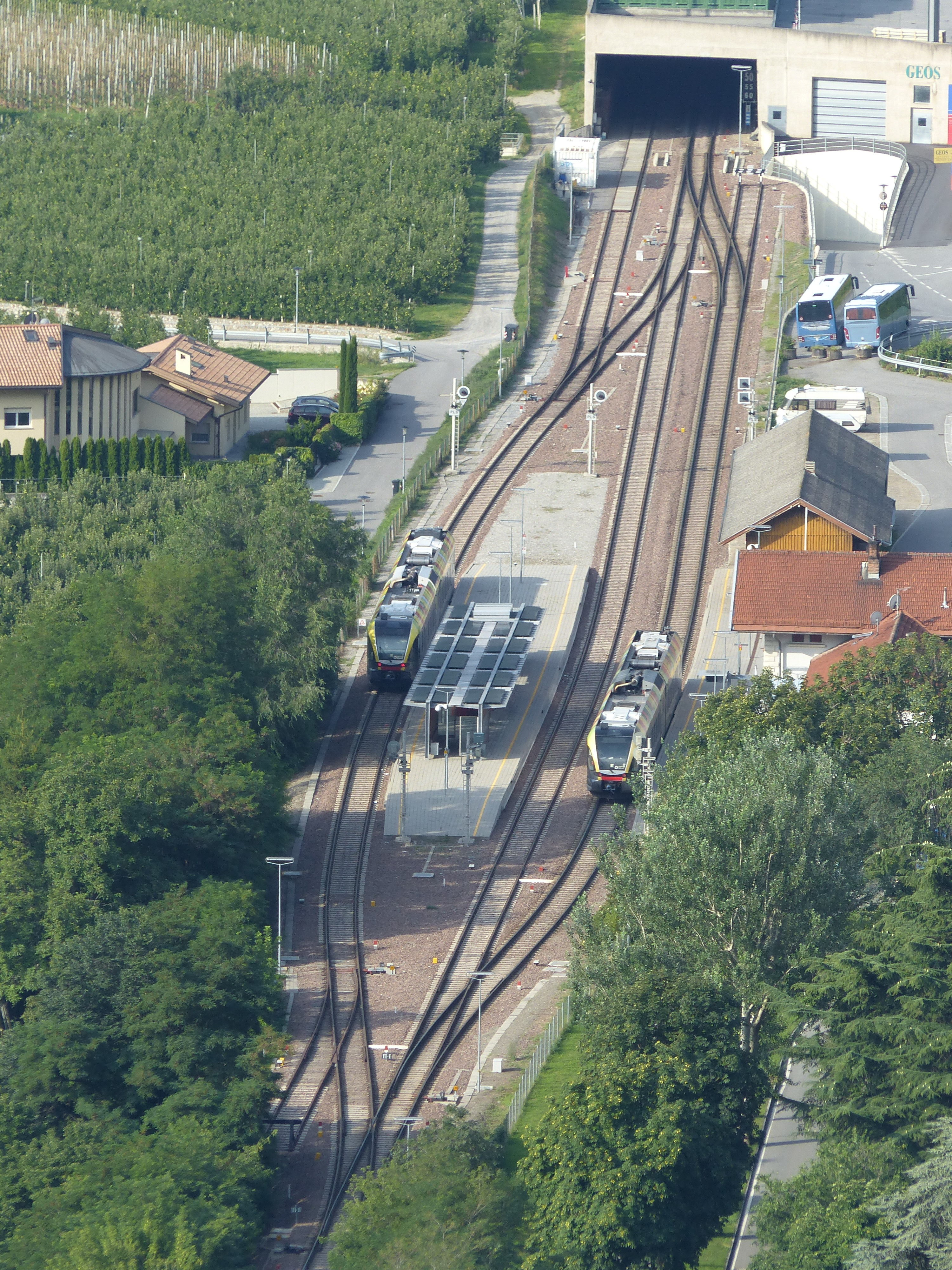
Bahnhof Schlanders

Der Bahnhof liegt auf 745 m Höhe am westlichen Ortsrand von Schlanders, das durch mehrere weiterführende Schulen und das einzige Krankenhaus im Vinschgau eine Zentrumsfunktion im Bezirk innehat. Auch die Ortschaften Kortsch im Nordwesten und Göflan im Süden sind schnell von hier erreichbar. Über die nahe am Bahnhof vorbeiführende SS 38 besteht eine Anbindung an den Individualverkehr.

## Geschichte
Der Bahnhof Schlanders wurde 1906 zusammen mit der neu erbauten Vinschgaubahn eröffnet. 1990 wurde er wie die gesamte Strecke stillgelegt. Nachdem 1999 die Vinschgaubahn in das Eigentum des Landes Südtirol übergegangen war, wurde das Aufnahmsgebäude per Beschluss der Südtiroler Landesregierung 2004 der Gemeinde Schlanders für 30 Jahre zur Nutzung überlassen. Seit der Generalsanierung und Reaktivierung der Vinschgaubahn im Jahr 2005 ist der Bahnhof, in dem nun ein Café angesiedelt ist, wieder in Betrieb.

## Baulichkeiten
Das von Konstantin Ritter von Chabert entworfene Aufnahmsgebäude hat einen T-förmigen Grundriss. Der eingeschoßige Seitenflügel ist gleisseitig durch eine hölzerne Loggia ergänzt. Der zweigeschoßige Querbau weist Giebel aus Fachwerk auf. Im näheren Umfeld befinden sich zudem mehrere untergeordnete Gerätehäuschen.

## Funktion
Der Bahnhof Schlanders wird durch Regionalzüge der SAD bedient.